# مدرسة الشطرنج
تشير مدرسة الشطرنج (بالإنجليزية: School of chess)‏ إلى وجود لاعب شطرنج أو مجموعة من اللاعبين الذين يتشاركون أفكارًا مشتركة حول استراتيجية اللعبة. كانت هناك العديد من المدارس في تاريخ الشطرنج الحديث. يوجد اليوم اعتماد أقل على المدارس، حيث يعتمد اللاعبون على العديد من المصادر ويلعبون وفقًا لأسلوبهم الشخصي.

## فيليدور

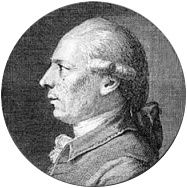
فيليدور

في عام 1749، نشر فرانسوا-أندريه فيليدور كتابه «تحليل الشطرتج» (Analyse du jeu des Échecs). كان هذا هو الكتاب الأول الذي يناقش إستراتيجية الشطرنج في مجملها بالتفصيل. كان أيضًا أول من ناقش تفاعل قطع الشطرنج والبيادق في اللعبة. يعتقد فيليدور أن الحفاظ على إمكانية تنقل البيادق كان أهم عامل استراتيجي للشطرنج، وناقش هيكل البيدق، خاصة البيادق المعزولة، والبيادق المضاعفة، والبيادق الخلفية.
تمت الإشادة بكتابات فيليدور على نطاق واسع وأسيء فهمها لمدة 90 عامًا. تبنت المدرسة الإنجليزية أفكاره في أربعينيات القرن التاسع عشر. في عام 1925، أدرك آرون نيمزوفيتش أهمية تنقل البيدق. اشتهر فيليدور بشكل متزايد بأنه مؤسس إستراتيجية الشطرنج الحديثة.

## مدرسة مودينيز
تعود مدرسة مودينيز إلى ثلاثة لاعبين من القرن الثامن عشر معروفين باسم مودينيز ماسترز هما: دومينيكو لورينزو بونزياني، وجيامباتيستا لولي، وإركول ديل ريو. أوصوا بلعب افتتاحية اللعبة الإيطالية. وعلى النقيض من فكرة فيليدور لهيكل البيدق والتنقل، أكدت مدرسة مودينيز التطور السريع لقطع للهجوم على الملك المعارض من البداية، تهدف إلى تحقيق كش ملك أو ميزة مادية في العملية، غالبًا على حساب كفاءة البيدق أو حتى بيادق كاملة. استخدم جيوشينو جريكو وأليساندرو سالفيووغيرهما من اللاعبين الإيطاليين في القرن السادس عشر أسلوب اللعب هذا.(Sunnucks 1970:309–10)

## المدرسة الإنجليزية

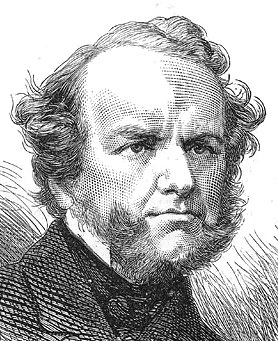
ستونتون

تأسست المدرسة الإنجليزية على يد هاورد ستونتن في أربعينيات القرن التاسع عشر. كان من بين أتباعه برنارد هورويتز وإيليا ويليامز ومارمادوك ويفيل وإلى حد ما أدولف أندرسن ودانييل هارويتز. بهذا الأسلوب، لم يكن هناك هجوم سريع على الملك المعارض. وبدلاً من ذلك، تم الإعداد للهجمات، حيث تم الحصول أولاً على مزايا إستراتيجية، مثل السيطرة على المركز والنقاط الرئيسية. تم تطوير القطع خلف البيادق لدعم تقدمهم. كان ستونتن رائداً في استخدام فتحات الجناح وفيانشيتو الفيل. بعد تقاعد ستونتون عمليا في عام 1853، تم إهمال هذه الأفكار في الغالب.

## الشطرنج الرومنسي

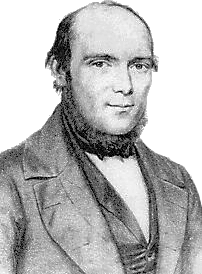
أندرسن

كان الشطرنج الرومانسي هو أسلوب الشطرنج السائد في القرن التاسع عشر. تميز بالتضحيات الصاخبة والألعاب التكتيكية المفتوحة. كان الفوز أمرًا ثانويًا بالنسبة للفوز بالأسلوب - لدرجة أنه كان يعتبر من غير الرياضي رفض المناورة (التضحية ببيدق أو قطعة للحصول على هجوم). ليس من قبيل المصادفة أن الافتتاحات الأكثر شعبية التي لعبها الرومانسيون كانت غامبت الملك وقبول غامبت إيفانز. من بين اللاعبين الرئيسيين في العصر الرومانسي كان هناك أدولف أندرسن وبول مورفي وجوزيف بلاكبيرن. اللعبة الشهيرة في هذا الوقت هي لعبة الدور الخالد بين أندرسن وليونيل كيزريتسكي، والتي تجسد الأسلوب الرومانسي. انتهى الأسلوب فعليًا على أعلى مستوى من قبل ويليام شتاينيتز، الذي من خلال نهجه الأكثر تحديدًا، هزم العديد من معاصريه ودخل في عصر الشطرنج الحديث.

## المدرسة الكلاسيكية

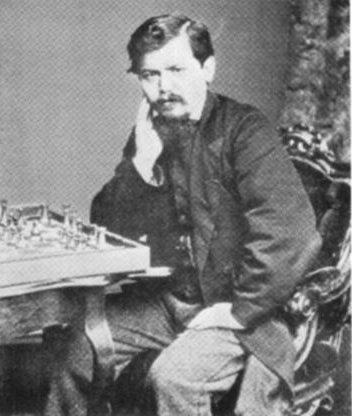
شتاينيتز

حوالي عام 1860، أدرك لويس بولسن أن العديد من الهجمات على الملك نجحت بسبب ضعف الدفاع. وافق ويليام شتاينيتز على ذلك ورفض الفكرة السائدة بأن الهجوم كان أكثر شرفًا من الدفاع. بدأ شتاينيتز، الذي انخرط في أسلوب اللعب الرومانسي في منتصف القرن في شبابه، في تغيير تركيزه إلى بناء هيكل بيدق قوي ورؤية مزايا صغيرة للاستفادة منها بدلاً من الهجمات الكاسحة ضد ملك العدو. لم يكن اللعب الموضعي فكرة جديدة وهناك العديد من الأمثلة على مثل هذه الألعاب من العصر الرومانسي، إلا أنها لم تصبح شائعة أو مقبولة على نطاق واسع حتى فاز شتاينيتز بدورة فيينا عام 1873 بأفكاره حول الشطرنج القائم على الدفاع. يعتبر أول بطل حقيقي للعالم في الشطرنج، وظل كذلك لمدة 21 عامًا على الرغم من عدم لعبه بنشاط لما يقرب من 15 سنة منها. بالإضافة إلى ذلك، أصبح أول سيد شطرنج يكسب رزقه حصريًا من لعبة الشطرنج المحترفة، في حين أن معظم اللاعبين حتى هذا الوقت كانوا يلعبون اللعبة فقط كهواية أو وسيلة لكسب أموال إضافية أثناء وجود مهن أخرى رئيسية لهم.
كانت أفكار شتاينيتز مثيرة للجدل وانتقدت على نطاق واسع - لم يقبلها بعض اللاعبين الأكبر سنًا مثل أدولف أندرسن مطلقًا. كتب العديد من المقالات في منشورات الشطرنج للدفاع عن أفكاره، ولكن بحلول تسعينيات القرن التاسع عشر احتضنهم جيل جديد من اللاعبين الشباب مثل زيغبرت تاراش وإيمانويل لاسكر. هؤلاء اللاعبون أخذوا أيضًا أفكار شتاينيتز وقاموا بتحسينها وجعلوها أكثر عقلانية ويمكن الوصول إليها. في عام 1894، تم تسليم الشعلة فعليًا إلى تلاميذ شتاينيتز عندما هزمه لاسكر في بطولة العالم.
نتيجة للمدرسة الكلاسيكية، فإن العديد من فتحات الشطرنج التي كانت سمة مميزة للشطرنج الرومانسي مثل غامبت الملك ودفاع فيليدور لم تعد صالحة للاستخدام بين لاعبي النخبة، في حين أن مناورة الملكة، التي كانت نادرة سابقًا، أصبح عنصرًا أساسيًا في لعبة الشطرنج عالية المستوى.
بحلول السنوات الأولى من القرن العشرين، بدأ ظهور أسياد الشطرنج خارج أوروبا (في السابق، كان بول مورفي اللاعب الوحيد البارز غير الأوروبي). ومن هؤلاء الأمريكان هاري نيلسون بيلسبري وفرانك مارشال، ثم الكوبي خوزيه كابابلانكا. احتفظ إيمانويل لاسكر ببطولة العالم برقم قياسي لمدة 27 عاماً، على الرغم من أنه لم يلعب الشطرنج لفترات طويلة بسبب مسيرته المهنية كأستاذ للرياضيات.

## مدرسة الحداثة

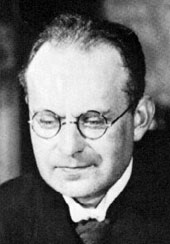
نيمزوفيتش

تأسست المدرسة الفائقة الحداثة على يد آرون نيمزوفيتش وريتشارد ريتي وسافيلي تارتاكوير وجيولا براير وإرنست غرونفيلد في عشرينيات القرن الماضي.(Averbakh 2012:81) رفض الحداثيون فكرة أن احتلال المركز مهم. بدلاً من ذلك، تؤكد المدرسة فائقة الحداثة على السيطرة على المركز من خلال مهاجمته بقطع - خاصةً من الأطراف. كما أنكرت المدرسة الحديثة للغاية تفوق قطعة الفيل في جميع أنواع المناصب وادعت أن الفيل كان قويًا فقط في المواقف المفتوحة أو شبه المفتوحة. (Averbakh 2012:81)
بينما كانت افتتاحات (e4) واللعب التكتيكي لا تزال شائعة خلال العصر الكلاسيكي، شهدت فترة ما بعد الحرب العالمية الأولى تحولًا كبيرًا حيث أصبحت افتتاحات (e4) من أي نوع غير عصرية خارج مستوى الهواة. ذهب ريتشارد ريتي إلى حد اعتبار (e4) «خطأ فادحا» وأنّ (d4) كانت الطريقة العقلانية الوحيدة لفتح اللعبة، بينما كان الدفاع الصقلي والفرنسي هما الردان المنطقيان الوحيدان على (1. e4). بدأ لاعبون مثل فرانك مارشال وخوزيه كابابلانكا (الذي أخذ بطولة العالم من لاسكر في عام 1921)، المعروفين سابقًا بالاعبين التكتيكيين ومستخدمي افتتاحات (e4)، في تحويل ذخيرتهم إلى فتحات بيدق جانبية الملكة وأسلوب لعب أكثر تمركزًا في عشرينيات القرن الماضي.
في عام 1927، تحدى ألكسندر ألكين كابابلانكا على بطولة العالم. أقيمت المباراة، التي استمرت 34 لعبة، في بوينس آيرس بالأرجنتين وشهدت العار بسبب الإفراط في استخدام الدفاع الأرثوذكسي لمناورة الملكة المرفوضة، والتي تم استخدامها في جميع المباراتين باستثناء مباراتين (المباراتان المتبقيتان تضمنتا الدفاع الفرنسي ودفاع الملكة الهندي.). هزم ألكين كابابلانكا ليصبح رابع بطل عالمي للشطرنج، واحتفظ به حتى وفاته في عام 1946 (بصرف النظر عن عامين حيث خسر اللقب أمام ماكس إيوي).
أدى الاستخدام المفرط لمناورة الملكة للدفاع الأرثوذكسي في مباراة بطولة عام 1927 إلى قبول متزايد للافتتاحات الحديثة للغاية، والتي بدأت تصبح عنصرًا أساسيًا في الشطرنج التنافسي خلال الثلاثينيات. بالإضافة إلى ذلك، بدأ لاعبو النخبة في استكشاف (Slav Defense) ومتغيرات أخرى من مناورة الملكة المرفوضة ‏.

## الهيمنة السوفيتية

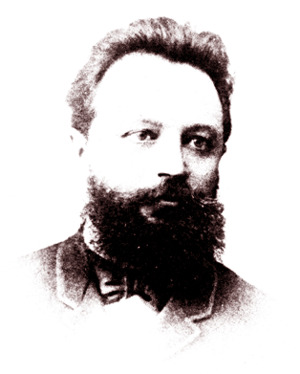
شيغورين

في الأربعينيات من القرن الماضي، بدأ الاتحاد السوفيتي هيمنة طويلة على لعبة الشطرنج. اتفقت المدرسة السوفيتية مع تاراش وشددت على التنقل. الضعف الذي لا يمكن مهاجمته لم يكن ضعفًا حقيقيًا. كانت المدرسة السوفيتية قائمة على تعاليم ميخائيل شيغورين (1850–1908).
كان ميخائيل بوتفنيك أول رئيس سوفييتي مهيمن، بعد أن تم إعداده لهذا الدور بسبب شبابه وولائه للشيوعية. في عام 1937، فاز ببطولة اتحاد الجمهوريات الاشتراكية السوفياتية، ولكن كان على بطولة العالم أن تنتظر أكثر من عقد حتى انتهاء الحرب العالمية الثانية وتوفي البطل الحالي ألكسندر ألكين في عام 1946، تاركًا البطولة شاغرة. أصبح بوتفنيك بطلاً للعالم من خلال فوزه بدورة من خمسة لاعبين كبار، وهي بطولة العالم للشطرنج 1948 .
بعد الحرب العالمية الثانية، أصبحت الافتتاحات الحديثة مثل الدفاعات الهندية عنصرًا أساسيًا في لعبة الشطرنج عالية المستوى وظلت كذلك منذ ذلك الحين. بالإضافة إلى ذلك، شهدت هذه الفترة صعودًا نيزكيًا للدفاع الصقلي، والذي كُتب عنه منذ القرن السادس عشر، ولكنه كان غير شائع حتى الخمسينيات.